# Bernhard Spellerberg
Bernhard Spellerberg (* 17. Mai 1931 in Siddessen, Kreis Höxter; † 23. Juli 2013) war ein deutscher Politiker der CDU.

## Ausbildung und Beruf
Bernhard Spellerberg durchlief die Volksschule und die Mittelschule. Er besuchte die Berufsschule und machte eine Handwerkslehre. Er arbeitete als Korrektor und Lektor. Er absolvierte eine Abendschule und eine Fernschule und arbeitete dann als vereidigter Gehilfe eines Wirtschaftsprüfers. 1963 wurde er Sachbearbeiter einer Wirtschaftsprüfungs- und Steuerberatungsgesellschaft.

## Politik
Spellerberg wurde 1951 Mitglied der Jungen Union und 1963 Mitglied der CDU. 1968 wurde er Mitglied des Kreisvorstandes der CDU Mönchengladbach (bis 1975 Rheydt) und Mitglied des geschäftsführenden Vorstandes. 1970 wurde er zum Vorsitzenden des CDU-Stadtbezirksverbandes Odenkirchen. 1978 wurde er Schatzmeister der CDU Mönchengladbach. Von 1969 bis 1975 war er Mitglied des Rates der Stadt Rheydt, ab 1975 Mitglied des Rates der Stadt Mönchengladbach und Vorsteher des Stadtbezirks Odenkirchen. Ab 1980 war er Mitglied des Braunkohlenausschusses beim Regierungspräsidenten Köln.
Spellerberg war vom 26. Juli 1970 bis zum 29. Mai 1985 direkt gewähltes Mitglied des 7., 8. und 9. Landtages von Nordrhein-Westfalen für den Wahlkreis 032 Rheydt bzw. in der 9. Wahlperiode für den Wahlkreis 054 Mönchengladbach I. Die CDU-Fraktion im Landtag NRW war in diesen Jahren stets in der Opposition; NRW wurde in dieser Zeit von den Kabinetten Kühn II, Kühn III, Rau I und Rau II regiert. 

## Ehrungen
- 1982: Verdienstkreuz am Bande der Bundesrepublik Deutschland[1]
- 1987: Verdienstkreuz 1. Klasse der Bundesrepublik Deutschland